# فرایند سلوی

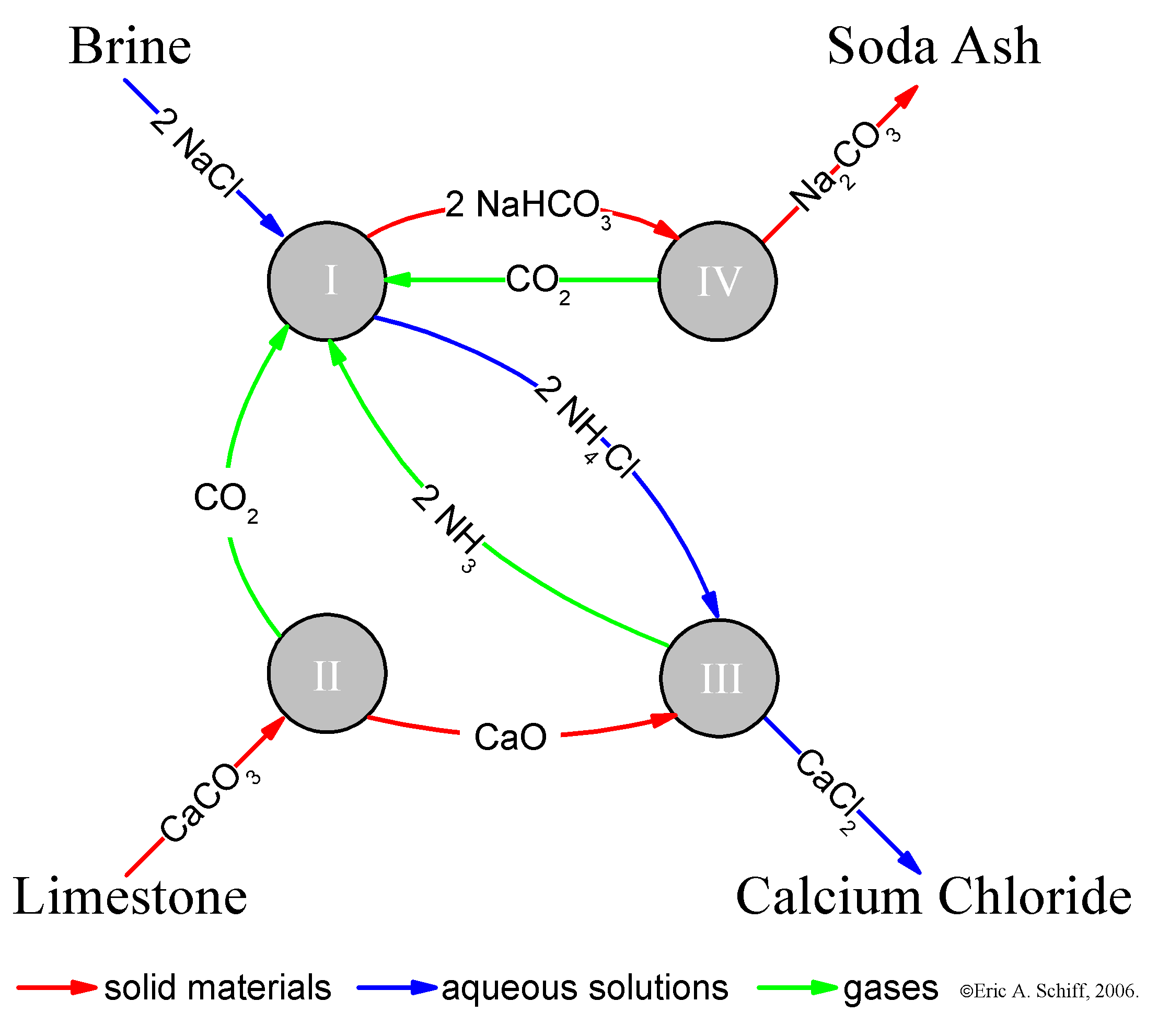
نمایی از یک فرایند سلوی

فرایند سلوی (انگلیسی: Solvay process) یک فرایند صنعتی برای تولید عمده سدیم کربنات می‌باشد. فرایند سلوی در دهه ۱۸۶۰ توسط ارنست سلوی اختراع شد. مواد اولیه تشکیل دهنده محصول نهایی این فرایند، شامل آب‌نمک و سنگ آهک است، که ارزان و به راحتی در دسترس می‌باشند. ظرفیت تولید جهانی سدیم کربنات در سال ۲۰۰۵ در حدود ۴۲ میلیون مترمکعب در سال برآورد شده‌است. هم‌اکنون در حدود سه چهارم از ظرفیت تولید کربنات سدیم در کارخانجات شیمیایی و بر پایه فرایند سلوی استخراج می‌شود.